# Jesenice (okres Rakovník)
Jesenice (Duits: Jechnitz, soms ter onderscheiding van andere plaatsen met dezelfde naam Jesenice u Rakovníka genoemd) is een kleine Tsjechische stad in de regio Midden-Bohemen, en maakt deel uit van het district Rakovník. De stad ligt op 19 km afstand van de stad Rakovník. Jesenice telt 1653 inwoners (2023).

## Geografie
De stad bestaat uit zes kernen.
Het noordelijk deel bestaat uit Jesenice (Jesenice u Rakovníka), Bedlno, Chotěšov (Chotěšov u Rakovníka), Kosobody en Soseň.
Het zuidelijk deel beslaat een deel van het kadastrale grondgebied van Podbořány.

## Geschiedenis
Jesenice werd waarschijnlijk gesticht tijdens de Boheemse kolonisatie in de 12e eeuw. Het gebied rond Jesenice was echter waarschijnlijk al in de vroege steentijd (neolithicum) bewoond, zoals blijkt uit de vondst van de resten van bijna 7000 jaar oude vaten. Jesenice werd voor het eerst vermeld in 1321, toen Bořita van Jesenice (Borzuta de Gessennicz) in de vesting verbleef. Tussen de 14e en 15e eeuw behoorde Jesenice tot het landgoed St. Petersburg, waarvan Petr van Janovice de eigenaar was.
Zijn zoon Jan van Janovice gaf Jesenice twee belangrijke privileges, zo blijkt uit Latijnse en Tsjechische geschriften van 31 december 1409. De privileges die werden toegekend omvatten onder meer het opzetten van een rechtbank, het recht om bier te brouwen en het recht een plaatselijke beul aan te wijzen. Ook werd een nieuw wapenschild onthuld door de Heren van Janovice, met daarop een halve adelaar in zilver-rode kleur. Dit wapenschild wordt nog steeds gebruikt.
Later werd in de langs de stad stromende Rakovníkbeek een systeem met vijvers aangelegd door architect Jakub Krčín, die eerder al lof oogstte met zijn vijverontwerpen in de regio Zuid-Bohemen. Op een onbekende datum werd de stad gedegradeerd tot gemeente. Op 11 maart 2008 werd de stadsstatus hersteld.

## Sport en recreatie
Vlak bij de stad ligt het natuurreservaat Luční potok op de Rakovníkheuvels, met een gemiddelde hoogte van 459 m. De hoogste punten van Jesenice zijn Lhotský en Plavečský vrch, meer dan 600 m boven zeeniveau. Verder ligt in de stad een systeem van vijvers, ontworpen door architect Jakub Krčín.

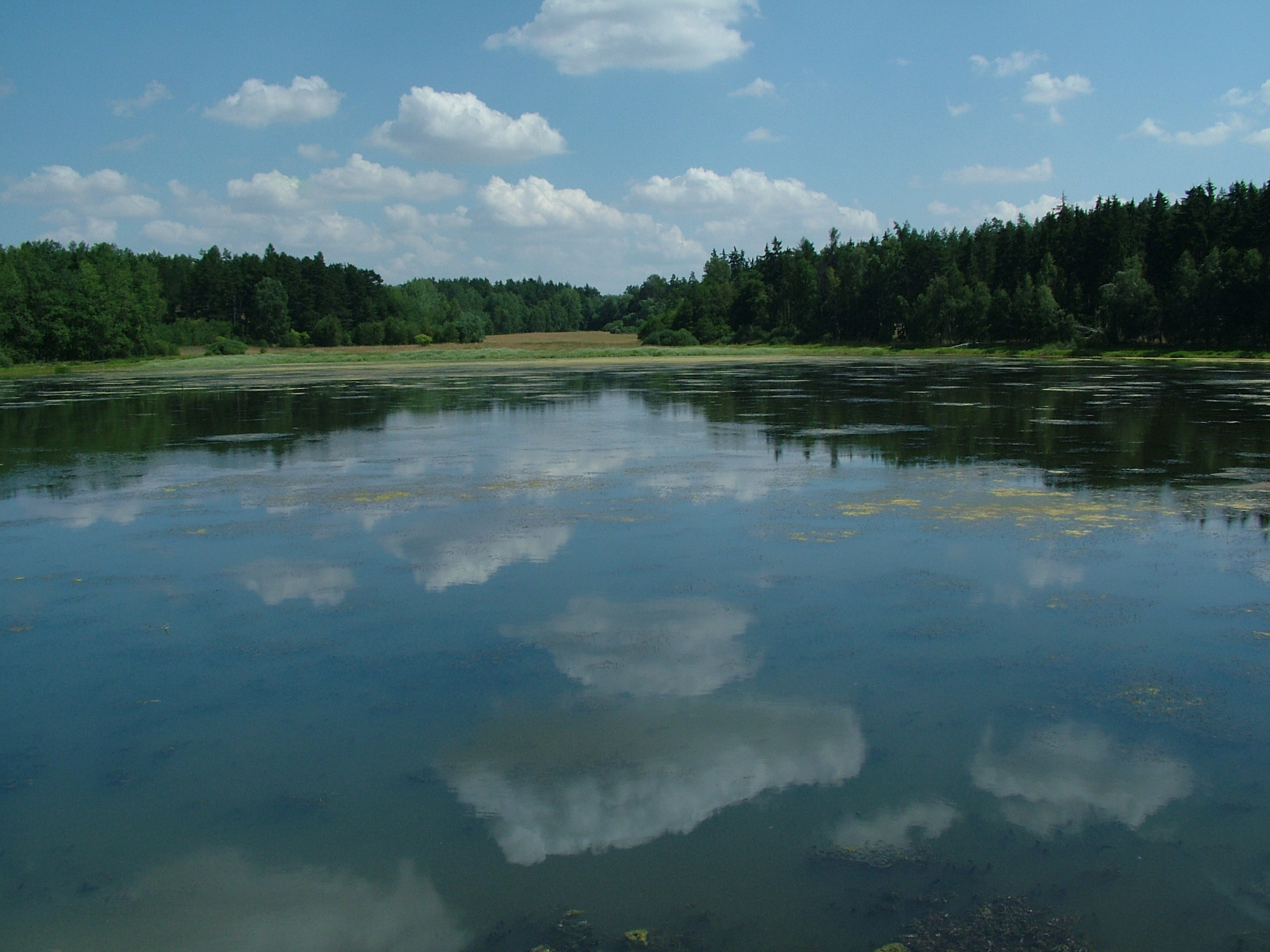
Het Grote meer

Door het gevarieerde landschap werd het natuurgebied rondom Jesenice in 1994 uitgeroepen tot nationaal park. In het park ligt onder meer het in de volksmond geheten Grote meer, met een oppervlakte van 45 ha. In het meer kan worden gezwommen en op het meer kan men varen en surfen. Rondom het meer ligt een vrij toegankelijk sport- en recreatiegebied met een strand, zomerrestaurant, volleybalveld en speeltuin.
In het park zijn een aantal wandelpaden en voor fietsers een aantal aantal bos- en veldwegen. Sinds 2001 ligt er een fietspad tussen Rakovník en Jesenice en sinds 2003 ook een 20 kilometer lang fietspad tussen Jesenice en Rabštejn nad Střelou, waarbij deels het fietspad naar Rakovník wordt gevolgd.

## Verkeer en vervoer

### Wegen
Jesenice is verbonden via de wegen I/27 Pilsen - Kralovice - Jesenice - Žatec - Most die door de stad loopt, II/228 Jesenice - Rakovník en II/206 Žďár - Stvolen u Manětína.

### Spoorlijnen

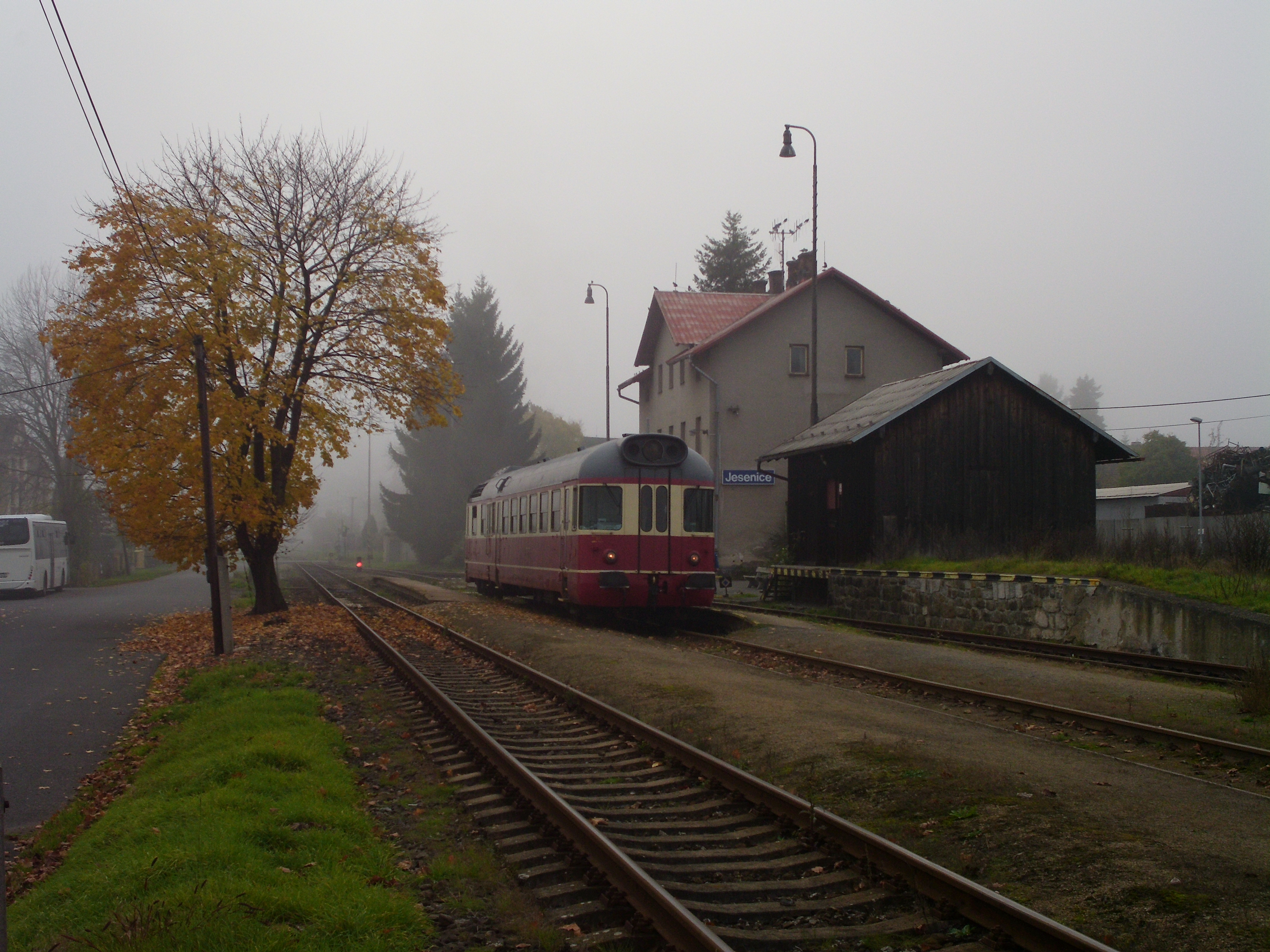
Station Jesenice

Jesenice ligt aan spoorlijn 161 Rakovník - Blatno u Jesenice - Bečov nad Teplou, een enkelsporige regionale lijn. Lijn 161 is in 1897 geopend. Op weekdagen rijden er 14 treinen en in het weekend 8. Alle ritten rijden ofwel tot Blatno u Jesenica of Žlutice ofwel door naar Bečov nad Teplou.
Jesenice heeft twee stations:
- Jesenice
- Kosobody

### Buslijnen
Jesenice heeft geen busstation, maar wordt wel bediend door diverse buslijnen.
In het zomerseizoen rijdt er ieder weekend een langeafstandsbus tussen Ústí en Podbořany via Jesenice. Tot en met 2014 reed er tevens een langeafstandsbus tussen Most, Žate, Kralovice en Pilsen.

## Galerij

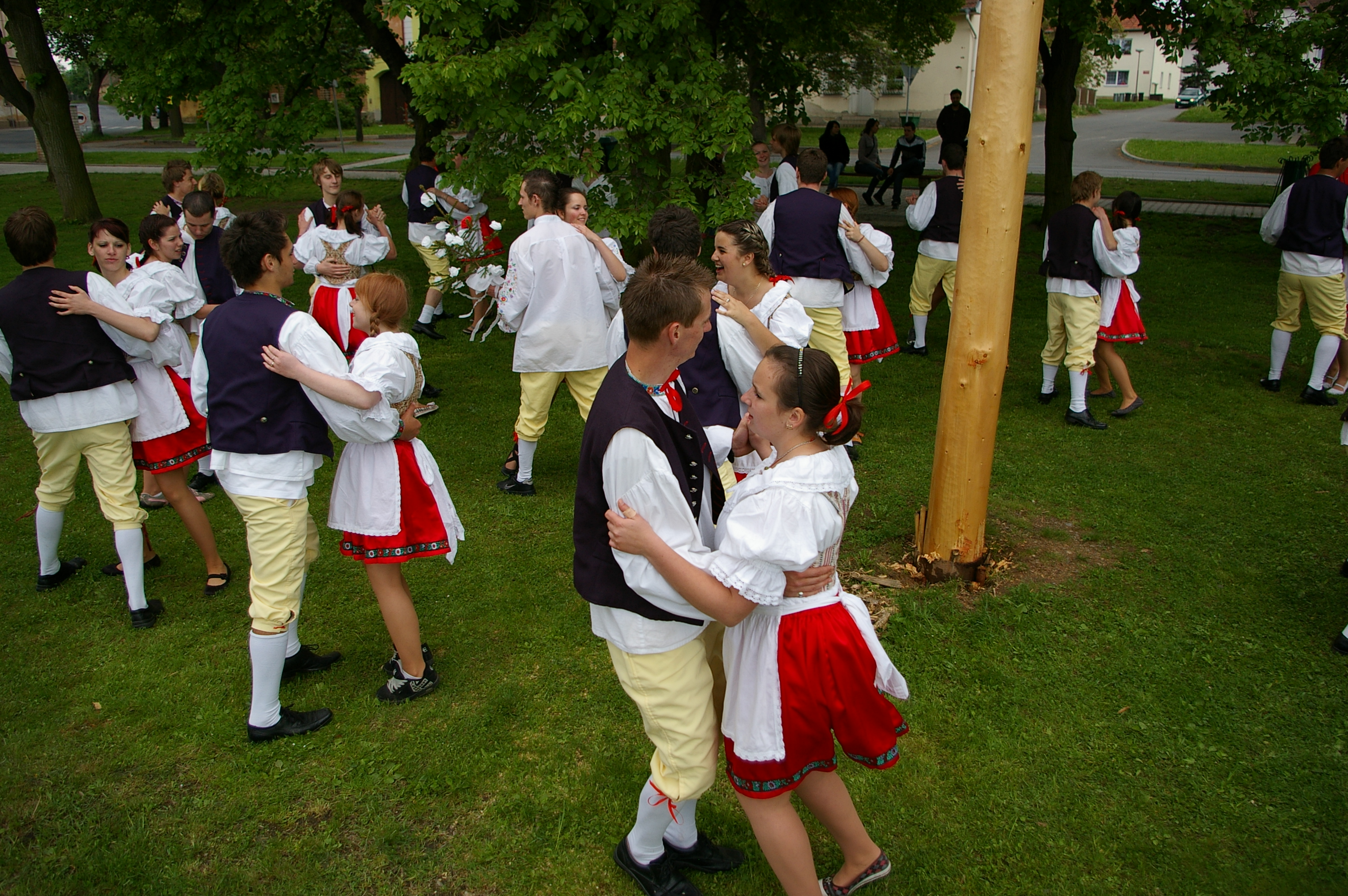
Traditioneel regionaal feest
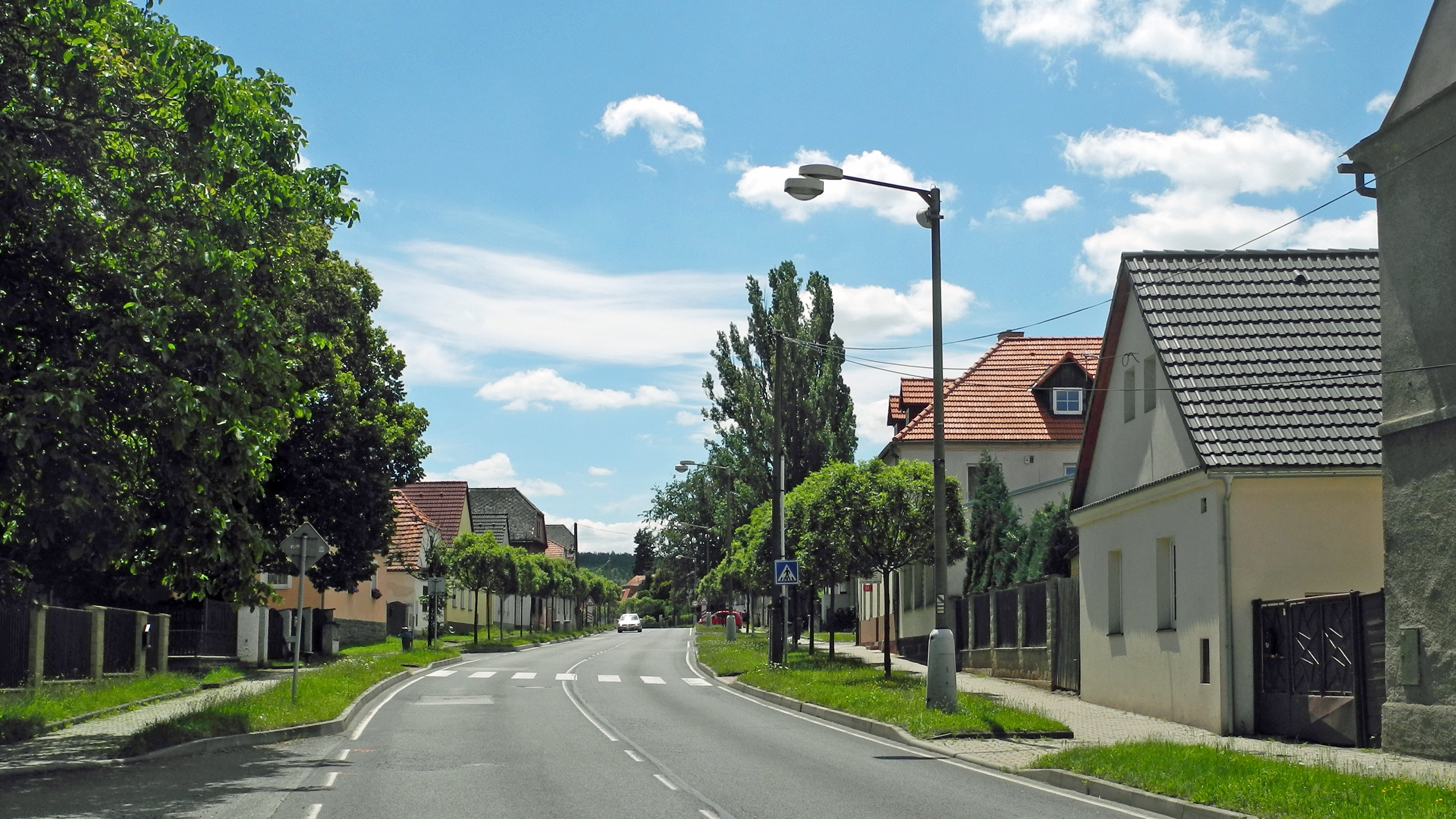
Huizen aan de Pilsnerstraat
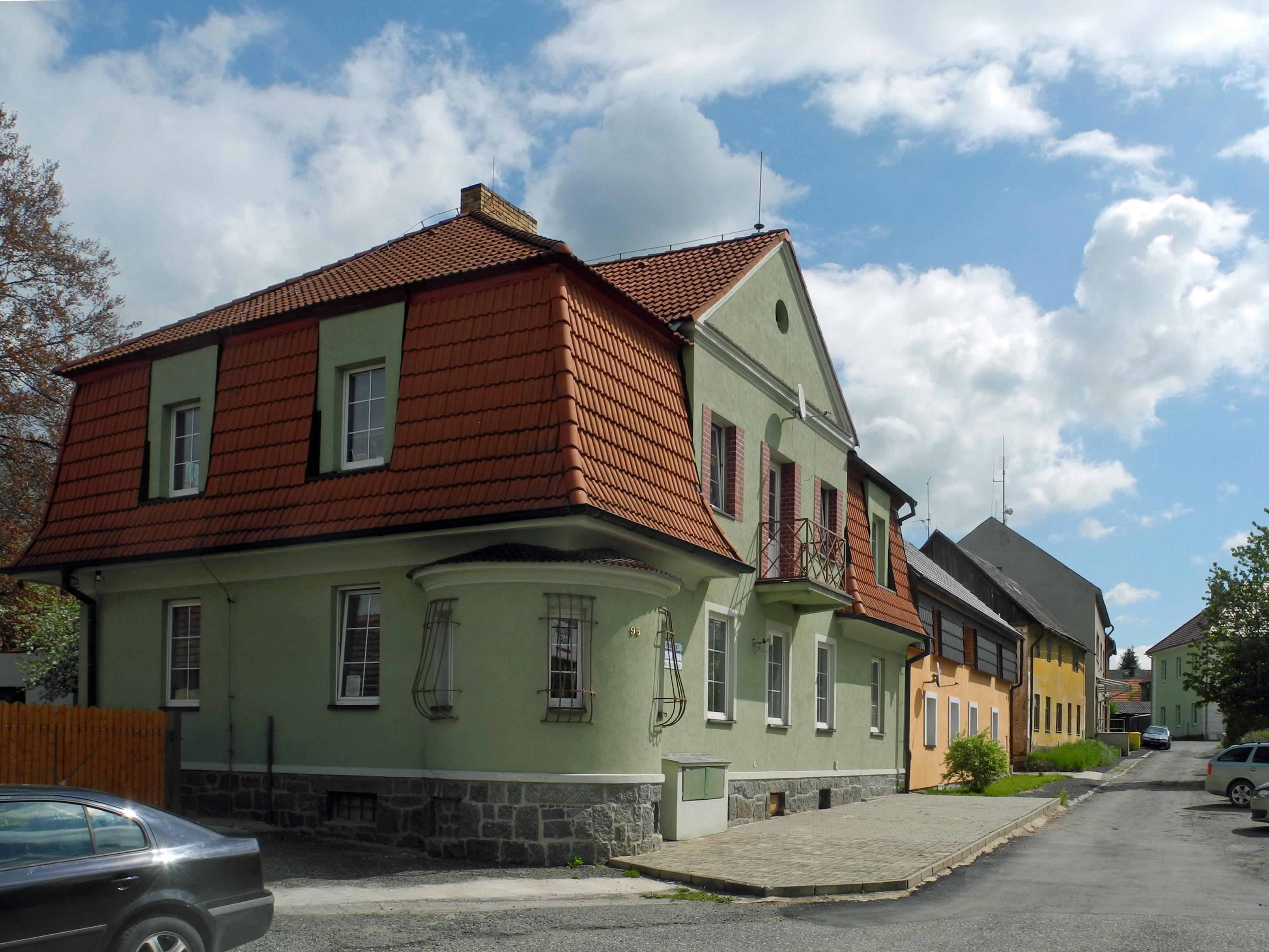
Huis aan het Ringplatz
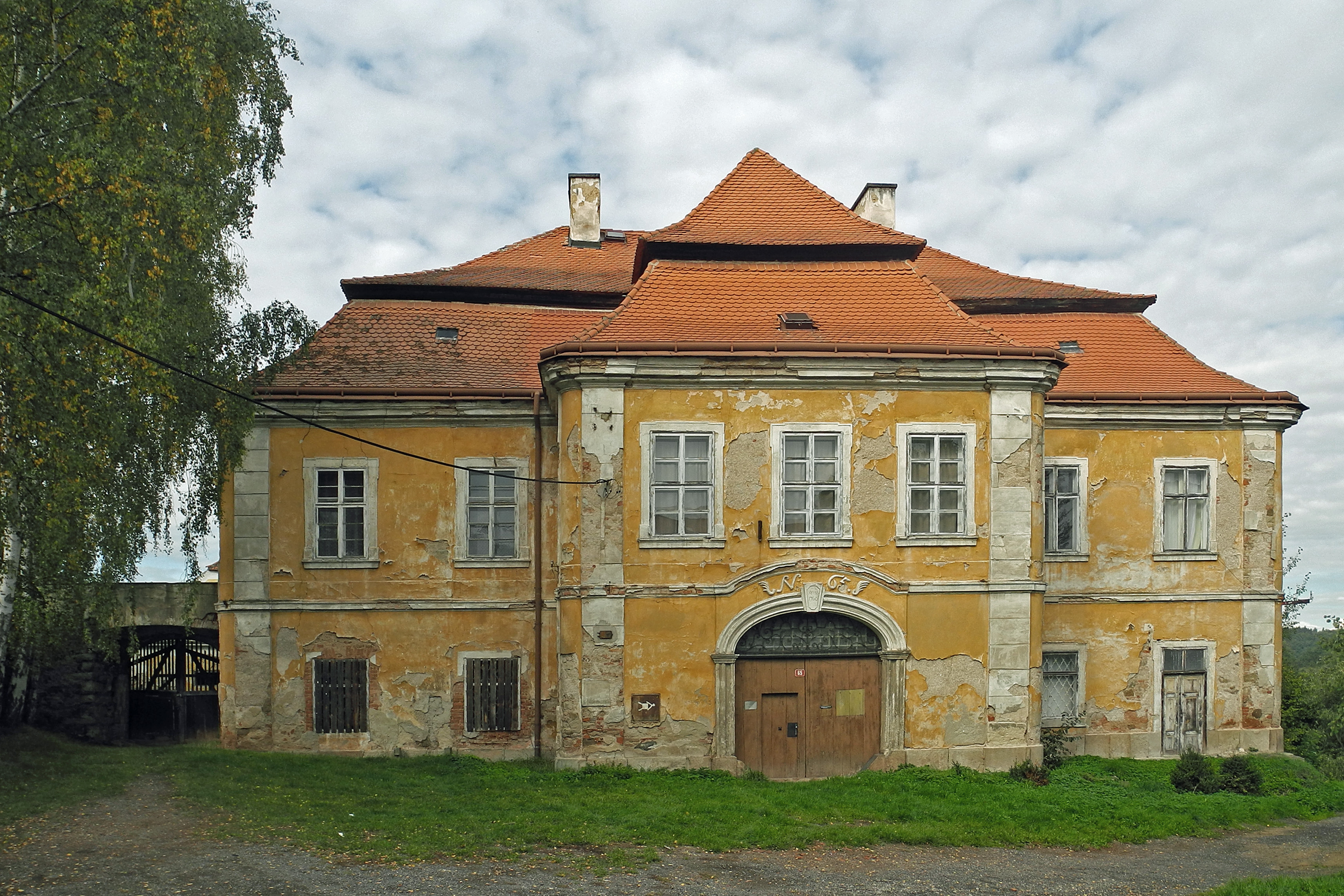
Pastorie bij de Sint-Petrus en -Pauluskerk
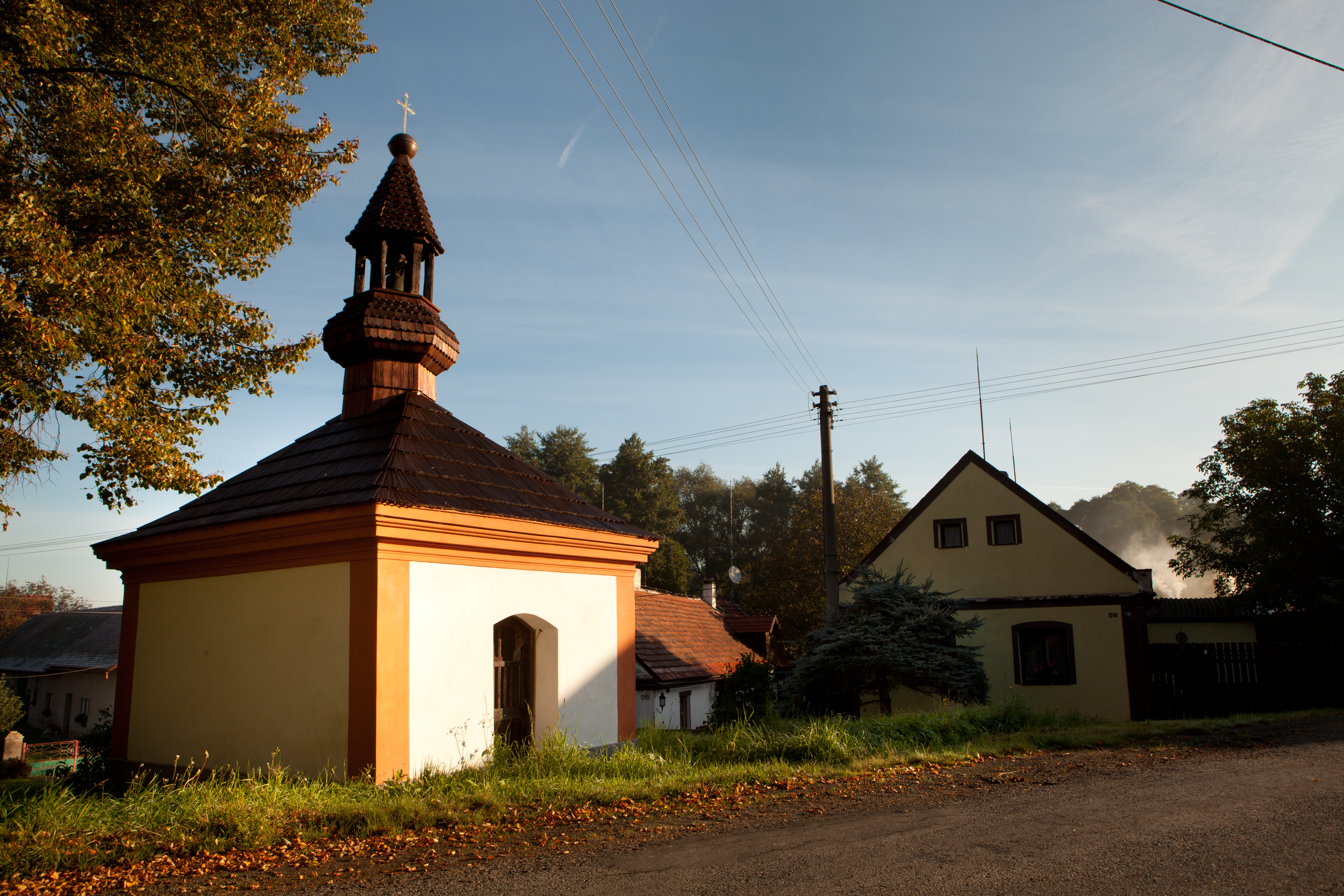
Kapel in Kosobody
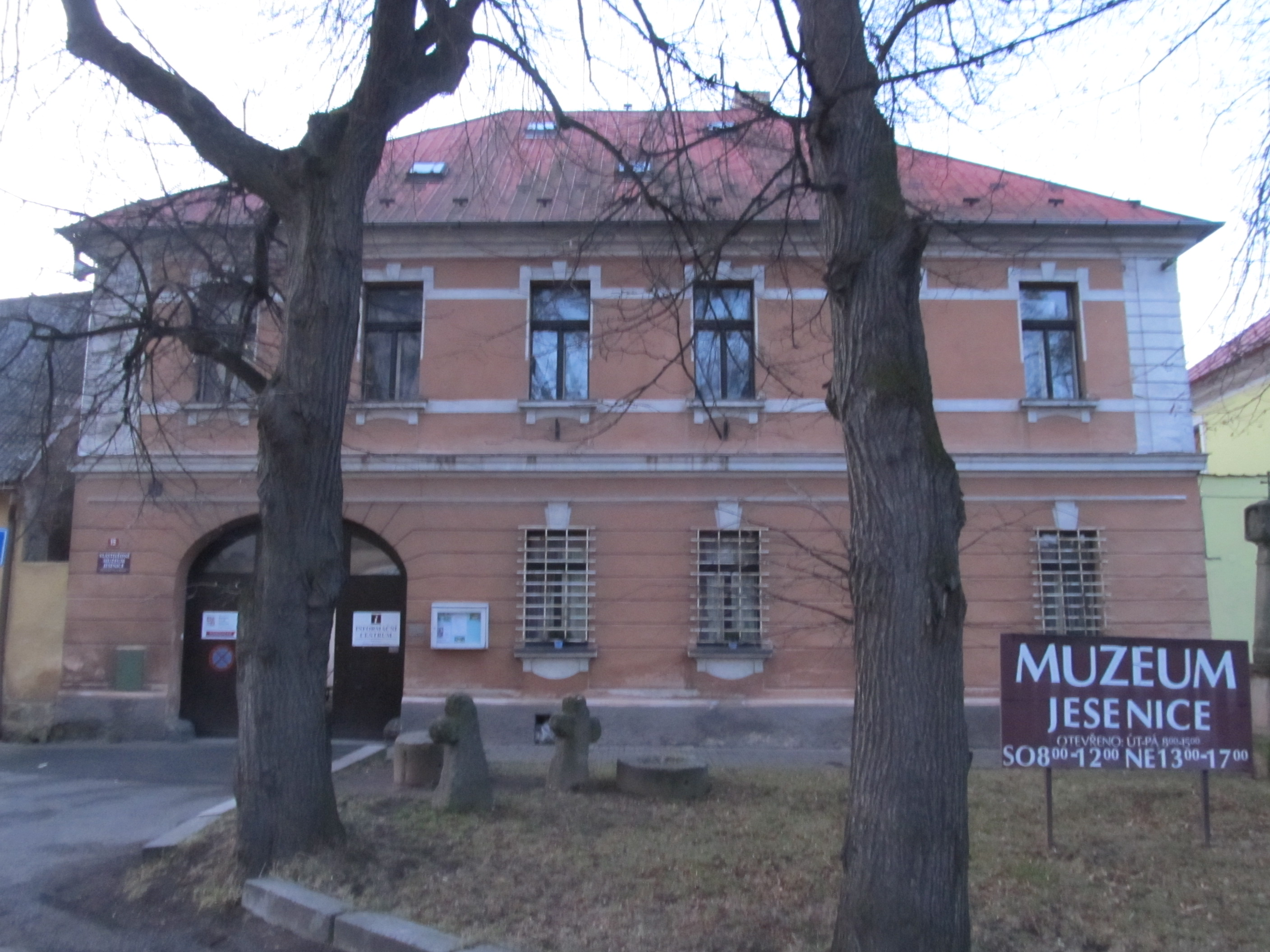
Museum in Jesenice